# Melolobium canescens
Melolobium canescens är en ärtväxtart som först beskrevs av Ernst Meyer, och fick sitt nu gällande namn av George Bentham. Melolobium canescens ingår i släktet Melolobium och familjen ärtväxter. Inga underarter finns listade i Catalogue of Life.